# Lódi György
Lódi György (Miskolc, 1944. augusztus 18. – 2025. február 22. vagy előtte) magyar újságíró, rádiós és televíziós szerkesztő-riporter, műsorvezető.

## Életpályája
Miskolcon született 1944-ben. A helyi Földes Ferenc Gimnáziumban  érettségizett. Felsőfokú tanulmányait 1966-ban a Miskolci Nehézipari Műszaki Egyetemen gépész szakon, 1969-ben az Ybl Miklós Műszaki Főiskolán végezte, ahol építőgépész diplomát szerzett. 1964-ben egyetemi hallgatóként kezdett újságírással, rádiózással foglalkozni. A miskolci egyetem kollégiumának épületében alakították át az egyetemi rádió stúdióját, ahol diákként többször segédkezett. Ekkoriban gyakran megfordultak ott a Miskolci Rádió riporterei is, erről mesélte az alábbiakat:

„…az egyik riporterhölgyet visszakísértem a Miskolci Rádióba… cipeltem nehéz magnetofonját… Amikor megérkeztünk a Rádióba illedelmesen köszöntem. Egyszer csak megszólalt valaki: "Kié ez a hang?" Nem tudtam, hogy ki kérdezett, de folytatta "ilyen hanggal nem magnót kell hordozni és közben csajozni, csinálhatnál riportokat is." Ez volt Imreh József, így ismerkedtünk meg. Azután egyre többet jártam hozzájuk. Megtetszett a munkájuk… Ott ragadtam.”

  A riporterkedés alapjaival a Magyar Rádió Miskolci Stúdiójában ismerkedett meg. 1966 végétől a TV Híradó első vidéki operatőre: Kovács György mellett, világosítóként és hangtecnikusként, majd riporterként is dolgozott, mint külsős munkatárs. 1971-ben a Riporter kerestetik című vetélkedőben elért eredménye alapján a Magyar Rádió és Televízió újságíró-munkatársi szerződést ajánlott számára. A Rádió Miskolci Körzeti Stúdiójában eltöltött egy évet követően, 1972-től  került a Televízióhoz, a TV Híradóhoz, mint Észak-magyarországi tudósító. Riporteri, tudósítói munkája mellett az adás főszerkesztőjétől Matúz Józsefnétől, műsorvezetői lehetőséget is kapott, a Televízió budapesti, Szabadság téri stúdiójában: 

„megtiszteltetés volt, amikor Matúz Rózsi úgy döntött, hogy műsort is vezethetek az első, vagyis a 19,30-as kiadásban. Akkor a III. stúdióból ment az adás. A stúdió asztalnál négyen ültünk a hírolvasó bemondó a külpolitikai kommentátor, a belpolitikai kommentátor (műsorvezető), és a sportos. Az adás felelős szerkesztője jelölte ki, hogy melyik anyaghoz kell kommentárt fűzni. Úgy emlékszem, hogy a vidékiek közül én voltam az első, aki ebben a megtiszteltetésben részesült. Esténként 4 és fél, öt millió néző követte a nap eseményeit. Olyan szaktekintélyekkel ültem többek közt egy stúdióban, mint Varga Jóska, Kertész Zsuzsi, Egressy Pista bemondók, Pálfy Jóska, Ipper Pali külpolitikai kommentátor, Novotny Zoli, Vass Pista, de hadd ne soroljam, mert valakiket biztos kihagyok…”

 Csaknem negyedszázadon át vezette a Miskolci Tudósító Irodát, riportokat készített, szerkesztett, volt a TV Híradó belpolitikai műsorvezetője, tudósítóként, riporterként pedig a Magyar Televízió főszerkesztőségének szinte valamennyi munkájába bekapcsolódott. Tevékenyen részt vett a Magyar Televízió Miskolci Körzeti Stúdiójának létrehozásában, amelynek alapításkor (1997-ben) a vezetője lett. 1999 decemberétől nyugdíjazásáig (2003-ig) híradó rovatvezető volt.

## Díjai, elismerései
A Magyar Televíziónál eltöltött több mint három évtized alatt több elismerésben, nívódíjban részesült. Az 1993-ban kapott, Magyar Lajos újságíróról elnevezett díjra volt a legbüszkébb, mert ebben a kitüntetésben – az alapítványtevő akaratának szellemében – azok a nyomtatott és elektronikus sajtó területén legalább tíz éve dolgozó újságírók részesülhetnek, „akik elérik azt a magasra helyezett mércét, amit a folyamatos szellemi és erkölcsi felelősséggel járó újságíró hivatás méltán megkövetel, pl.: jó szimatú tájékozottságot, sokirányú műveltséget, elmésen fogalmazott igényes magyar stílust, haladó szellemű szilárd meggyőződést, szorgos kutató hajlamot.”
- Nívódíjak
- Magyar Lajos-díj (1993)

## Filmes munkáiból
- Jó estét Miskolc (1974) készítették: Vértessy Sándor; Poór Klára; Horvát János; Kovalik Károly; Molnár Margit; Lódi György és Eck T. Imre benne Miskolci hétköznapok c. kisfilm [5] [6]
- Ősz a Bükkben (1978) készítették: Lódi György–Fodor Balázs–Krämer Mária [7]
- Látogatóban a Farkas családnál (1982) készítették: Lódi György–Fodor Balázs [8] (A film Farkas Bertalan az első magyar űrhajós, pácini családjáról készült)